# آپولیوس
آپولیوس(زادهٔ: ۱۲۴ یا ۱۲۵ میلادی در ماداورا شهر باستانی واقع در الجزایر امروزی، درگذشت: ۱۸۰ میلادی)، نویسنده و فیلسوف اهل رم و ساکن آفریقا بود که در سدهٔ دوم میلادی می‌زیست. او از فیلسوف‌های افلاطونی بود و آثاری در شرح و توضیح دادن فلسفه افلاطون نوشته بود، امّا شاخصترین اثر باقی‌مانده از او، یک رمان هرزه نگارانه پیرامون سحر و جادو است که به الاغ طلایی مشهور است. معروف‌ترین حادثه در زندگی او هنگامی بود که وی به استفاده از سحر و جادو برای به دست آوردن توجه (و ثروت) یک بیوهٔ ثروتمند متهم گردید.
او برای دفاع از خود در برابر این اتهام، قبل از اینکه دادگاه بدوی، در سابراتا واقع در نزدیکی تریپولی (طرابلس) تشکیل شود، سخنرانی با حرارتی تهیه نمود و آن را به صورت یک رسالهٔ دفاعیهٔ طنزآمیز، منتشر نمود. همین رساله به عنوان دفاعیهٔ او شناخته می‌شود.

## معرفی اجمالی
آپولیوس که گاهی با نام لوسیوس آپولیوس هم شناخته می‌شود، (تولد: ۱۲۵ میلادی، درگذشت: ۱۸۰ میلادی)، نویسنده‌ای بود که به زبان لاتین می‌نوشت. او از نژاد بربر بود، و در ماداورا Madaurus به دنیا آمده بود. وی فلسفه افلاطونی را در آتن مورد مطالعه قرار داد؛ و به کشورهای ایتالیا، آسیای صغیر و مصر مسافرت نمود و به عضویت چند فرقه و آیین مذهبی درآمد.

### محاکمه به جرم جادوگری
معروف‌ترین حادثه در زندگی او هنگامی بود که وی به استفاده از سحر و جادو برای به دست آوردن توجه (و ثروت) یک بیوهٔ ثروتمند متهم گردید. 
آپولیوس سفرهای زیادی به امپراتوری می‌کرد هنگامی که آپولیوس اقامت خود در آتن را در حدود سال ۱۵۶ میلادی به پایان رساند و در راه دیدار از اسکندریه بود، به «پودنتیلا»، بیوه ثروتمندی که تا حدودی بزرگتر از خودش بود، معرفی شد و با هم ازدواج کردند. برخی از نزدیکان «پودنتیلا» که احتمالاً می‌ترسیدند کنترل پول او را از دست بدهند، اتهام جادوگری علیه آپولیوس مطرح کردند و ادعا کردند که او با جادو پودنتیلا را عاشق خود کرده‌است. این یک اتهام جدی بود، زیرا سحر و جادو مجازات اعدام بود. آپولیوس محاکمه شد. آپولیوس در سخنرانی معروف خود به نام «دفاعیات» با موفقیت از خود دفاع کرد که هنوز هم تا به امروز باقی مانده‌است. گمان می‌رود که او باقیمانده عمر خود را در کارتاژ گذراند و در آنجا خود را وقف نویسندگی و راهبی کرد.
یکی از مشهورترین تألیفات او، رمان شنیع و هرزه نگارانه [یا همان پیکارسک picaresque: رمان یا متنی که حاوی ماجراهای مربوط به اراذل و اوباش، و حاوی کلمات و عبارات رکیک باشد]، موسوم به متامورفیوس یا تناسخها می‌باشد، که گاهی با عنوان الاغ طلایی شناخته می‌شود. این رمان، تنها رمان به زبان لاتین است که تمام قسمتهای آن باقی‌مانده‌است. این رمان ماجراهای مضحک و مسخرهٔ مربوط به فردی موسوم به لوسیوس را روایت می‌کند، که در جریان انجام عملیات سحر و جادوگری، ناگهان و به‌طور تصادفی به یک الاغ تبدیل شده‌است.

## زندگی

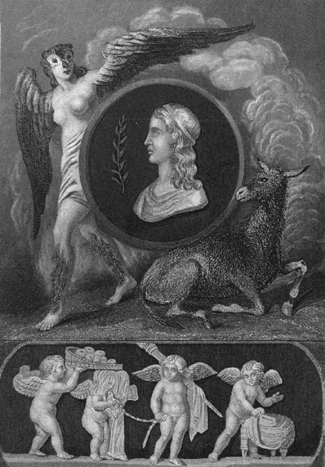
سردر کتابخانه بوهن از یکی از آثار آپولیوس: پرتره‌ای اثر پامفیل که لوسیوس پاتراسی را در حال تبدیل به جغد و الاغ طلایی نشان می‌دهد

لوسیوس آپولیوس یا لوکیوس آپولیوس در سال ۱۲۴ میلادی در ماداورا در یک خانوادهٔ اصیل اهل رم به دنیا آمد.آپولیوس در زادگاهش و بعد در کارتاژ و آتن به تحصیل پرداخت.
در جوانی به آپولیوس ثروت بسیاری به ارث رسید، امّا وی ارثیهٔ هنگفت خود را بی‌محابا خرج کرد. وی شهر به شهر به مسافرت پرداخت، از عقیده‌ای به عقیدهٔ دیگر گرایید، کُنه اسرار مذاهب مختلف را تجربه کرد و برای مدتی به‌دنبال سحر و جادو بود.
وی پس از کسب تجاربی به نویسندگی روی آورد و آثار بسیاری دربارهٔ مسائل مختلف، نوشت. نوشته‌های او از الهیات گرفته، تا گرد دندان را دربرمی گرفت.
آپولیوس در روم و در شهرها و مناطق دیگر، راجع به مذهب و فلسفه سخنرانی‌هایی نیز انجام داد.
وی دوباره به آفریقا بازگشت و در تریپولی با زنی بیوه ازدواج کرد که هم ثروت و هم سنش از آپولیوس زیادتر بود. دوستان آن زن و کسانی که مدعی بودند که از وی ارث می‌برند، از این ازدواج راضی نبودند و سعی کردند که این ازدواج را برهم بزنند؛ بنابراین آنان، آپولیوس را متهم کردند که: وی به‌وسیلهٔٔ سحر و جادو، آن زن بیوه را شیفته و مفتون خویش ساخته‌است. این اتهام زنی، کار آپولیوس را به دادگاه کشانید.
آپولیوس در دادگاه، با یک رسالهٔ دفاعیه از خود دفاع کرد. مجموعهٔ دفاعیات او در این دادگاه یا همان رسالهٔ دفاعیه‌اش، که تا به امروز باقی‌مانده و به دست ما رسیده‌است، نثری نو و دلپذیر دارد. به‌وسیلهٔٔ همین دفاعیات، آپولیوس هم دعوا را برنده شد و هم عروس خویش را، دوباره به‌دست آورد. امّا با این وجود، مردم همچنان او را جادوگر می‌پنداشتند و برای او مقامی خاصّ قائل بودند، طوریکه بعدها، فرزندان و اخلاف خداناشناس همین مردم، در صدد برآمدند تا با ذکر «معجزات آپولیوس»، مسیح را در مقابل او، بی‌مقدار جلوه بدهند.
آپولیوس بقیهٔ عمر خود را در، زادگاهش ماداورا و نیز در کارتاژ گذراند و علاوه بر تألیف و نگارش کتاب، به اموری چون حقوق و پزشکی و ادبیات و علم بلاغت پرداخت.
بیشتر نوشته‌های او، پیرامون موضوعات علمی و فلسفی بود، که از آن میان کتاب الاغ طلایی از همه معروفتر است و در واقع به خاطر همین کتاب است که آپولیوس تا به امروز در یادها مانده‌است.
آپولیوس همچنین کتابی به نام «افلاطون و آراء او» به رشتهٔ نگارش درآورده‌است.
هموطنان او، به افتخارش بنای یادبودی با عنوان «فیلسوف افلاطونی»، در زادگاهش ماداورا، برپا کردند.